# Birecik
Birecik, das alte Birtha (syrisch-aramäisch für Palast), ist eine Stadtgemeinde in der südosttürkischen Provinz Şanlıurfa, deren Gebiet sich mit dem des gleichnamigen İlçe (Landkreis) deckt. Die Gemeinde gehört zur Şanlıurfa Büyükşehir Belediyesi (Großstadtgemeinde/Metropolprovinz) und bildet eine von deren Stadtteilsgemeinden. Der kurdische Name ist Bêrecûg, der arabische al-Bīrā البيرا und der französische aus der Zeit der Kreuzzüge Bile. In der Antike hieß die Stadt Makedonopolis.
Birecik liegt nahe der syrischen Grenze am Euphrat, über den hier die Schnellstraße D400 auf der 1956 erbauten zweitlängsten Flussbrücke der Türkei führt, sowie an der Otoyol 52, etwa auf halber Strecke zwischen Gaziantep und Şanlıurfa (Edessa).

## Verwaltung und Bevölkerung
Seit der Gebietsreform von 2013 ist die Stadt Şanlıurfa eine Büyükşehir Belediyesi, die flächen- und einwohnerbezogen identisch mit der Provinz (İl) ist. Als eine solche Großstadtkommune stellt sie die kommunale Verwaltungsebene der Provinzdistrikte dar. Im Zuge einer Verwaltungsreform der Provinz wurde 2013 der zentrale Landkreis (Merkez) in drei neue Kreise aufgeteilt, so dass die Anzahl der Landkreise der Provinz auf 13 stieg. Sie stellen gleichzeitig Stadtbezirke dar, deren kommunale Verwaltung direkt dem Büyükşehir Belediye Başkanı (Oberbürgermeister) von Şanlıurfa unterstellt ist. Repräsentant der staatlichen Verwaltung ist weiterhin der Provinzgouverneur (Vali), dem der Kaymakam der İlçe berichtet. Der Verwaltungsbereich der İlçes entspricht territorial den ehemaligen Kommunen (Belediye), deren Bürgermeister vom Başkan auf den Rang eines Muhtars heruntergestuft wurden. 
Ende 2012 bestand der Kreis neben der Kreisstadt (48.706 Einw.) aus zwei weiteren Gemeinden (Ayran 2.400, Mezra 6332 Einw.) sowie 70 Dörfern (Köy, insgesamt 34.176 Einw.). Im Rahmen der Verwaltungsreform 2013 wurden die Dörfer und die beiden Gemeinden (deren fünf Mahalles wurden aufgelöst) in Stadtviertel (Mahalle) umgewandelt. So stieg deren Zahl von 9 auf 81, gegenwärtig 83 Mahalles mit einer Durchschnittsbevölkerung von 1.153 Einwohnern, der Meydan Mah. ist mit 22.919 das größte Stadtviertel.
Die Mehrheit der Bevölkerung ist muslimisch. Bis zum Ersten Weltkrieg waren etwa 20 % der Bevölkerung Christen, davon etwa ein Drittel Armenier. 1895 fand auch hier ein Pogrom gegen diese Volksgruppe statt. Als Birtha war Birecik bis 1977 Titularbistum der römisch-katholischen Kirche. In Birecik lebte bis zur Emigrationswelle in den 1980er Jahren eine der größeren jesidischen Gemeinschaften der Türkei.

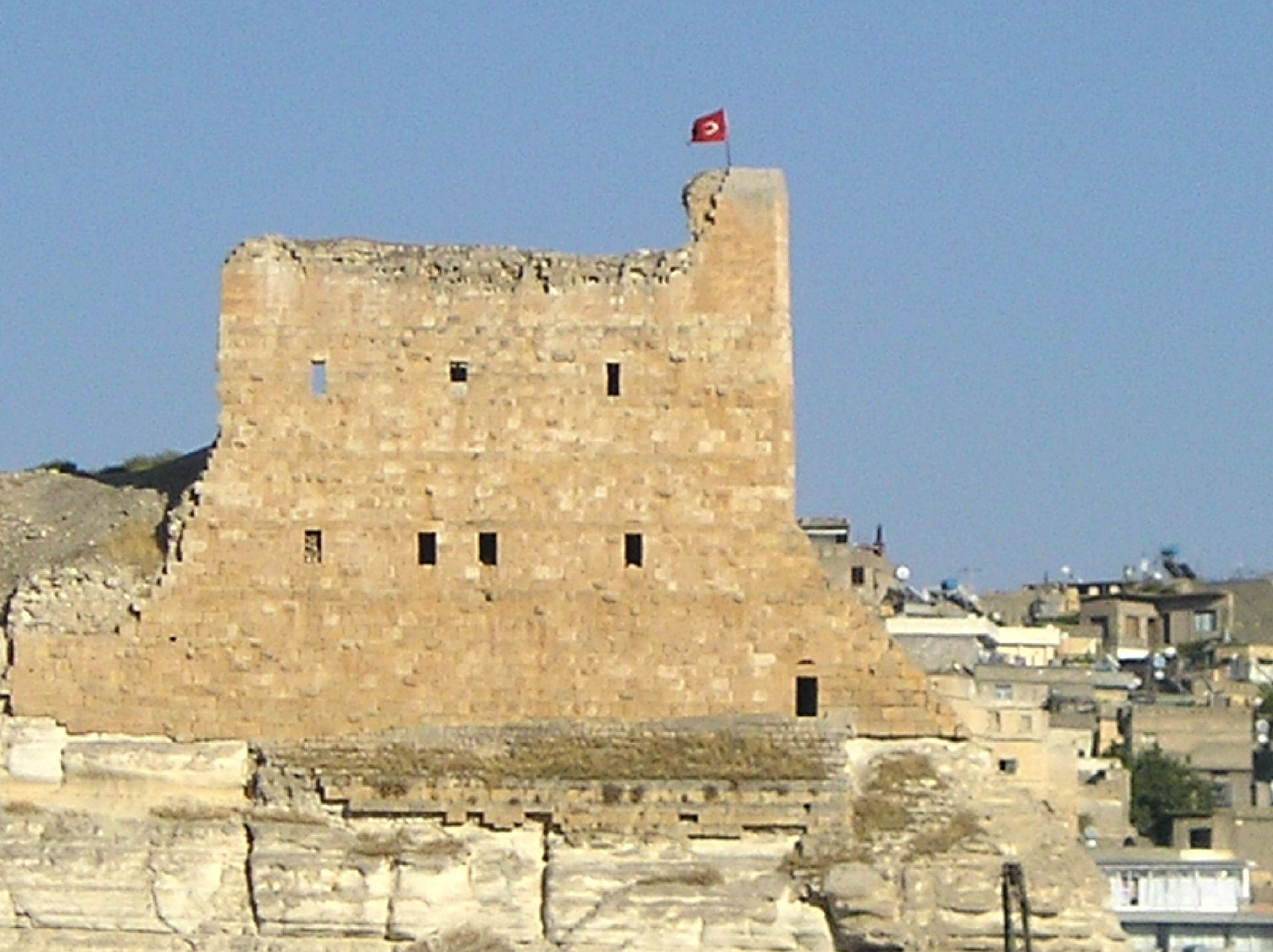
Festung von Birecik am Ufer des Euphrat

## Geschichte
Wer die Weiße Festung von Birecik (arab.: Qal’at ul-Baydha, türk.: Beyaz Kale) auf einem Kalkfelsen am Ostufer des Euphrats an einer Furt errichtete, ist nicht bekannt. Sie wurde unter den Römern (30 v. Chr. bis 395 n. Chr.), den Kreuzfahrern der Grafschaft Edessa (hier auch Franken genannt, 1099 n. Chr. bis 1145 n. Chr.) und den Mamluken (1277 n. Chr. bis 1484 n. Chr.) insgesamt drei Mal erweitert. Die als uneinnehmbar geltende Festung wurde durch mehrere Erdbeben stark beschädigt. Laut einer historischen Inschrift soll sie Anfang des 13. Jahrhunderts von az-Zahir Ghazi, dem Herrscher von Aleppo, erstmals renoviert worden sein. Als al-Bira war Birecik einer der drei Bezirke der Euphrat-Region im syrischen Grenzschutzsystem al-thughūr wa-l-'awāṣim gegen die türkischen Reiche. 1405 wurde Birecik von den Truppen des Qara Yoluq Osman Bey geplündert.
Die im Stadtsiegel abgebildete Jahreszahl 1923 dürfte auf das Jahr der Erhebung zur Gemeinde (Belediye/Belde) hinweisen.

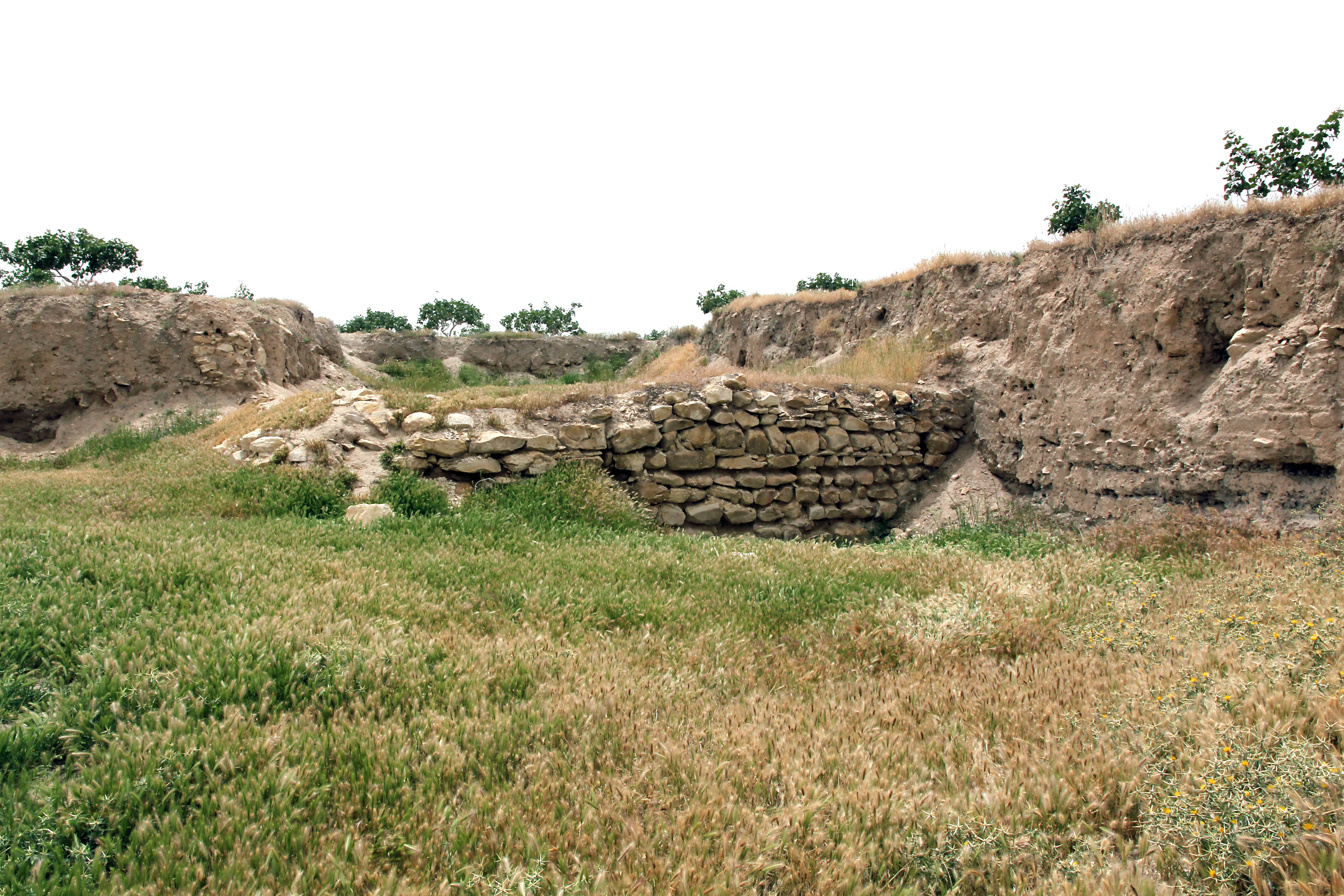
Grabungsschnitt in Hacınebi

## Archäologie
9 km von Birecik entfernt liegt als Teil des Südostanatolien-Projektes der Birecik-Stausee. An dessen Ostufer wurde die antike Stadt Apameia am Euphrat geflutet, gegenüber am Westufer die römisch-antike Stadt Zeugma. Einige gerettete Exponate aus Zeugma sind heute in Birecik ausgestellt, die bekannten Mosaike, darunter das des Flussgottes Acheloos, sind im Zeugma-Mosaik-Museum in Gaziantep zu besichtigen. Im 4 km nördlich gelegenen Hügel Hacınebi (Hacınebi Höyüğü), in historischer Zeit ein Kreuzungspunkt zweier großer Handelsrouten, werden bei Ausgrabungen seit 1992 Zeugnisse in Siedlungsschichten gefunden, die bis zur Kupfersteinzeit zurückreichen. Die Arbeiten werden vom Archäologischen Museum Şanlıurfa und der Northwestern University, USA durchgeführt. Am 3 km südlich gelegenen Siedlungshügel Fıstıklı Höyük werden seit 1989 Ausgrabungen durchgeführt. Ebenfalls Siedlungsspuren bis zum  Chalkolithikum  wurden im 4 km südlich gelegenen Mezraa-Teleilat gefunden. Mit seinem reichen baulichen Erbe ist Birecik Mitglied der 1999 gegründeten European Association of Historic Towns and Regions (EAHTR), die ihren Sitz in Norwich hat.

## Waldrapp-Population
In Birecik lebte lange Zeit die letzte bekannte freie Population des Waldrapp (Geronticus eremita, türkisch: Kelaynak, regional auch Keçelaynak) im Ost-Mittelmeer-Raum, bis im Jahre 2002 eine weitere kleine Population in Syrien entdeckt wurde. Heute wird für die unter Artenschutz gestellten Ibis-Vögel eine Aufzucht- und Schutzstation betrieben. Das Waldrapp-Schutzgebiet stand 1984–1996 auf der Tentativliste als Welterbekandidat. Der Waldrapp taucht in der biblischen Geschichte der Arche Noah auf, in der er Noah nach dem Ende der Sintflut vom Berg Ararat talwärts zum oberen Euphrat führte, wo Noah mit seiner Familie sesshaft wurde. Aus diesem Grund wurde der Waldrapp in der Gegend von Birecik als heiliges Tier geschützt und mit jährlichen Festen verehrt.

## Galerie

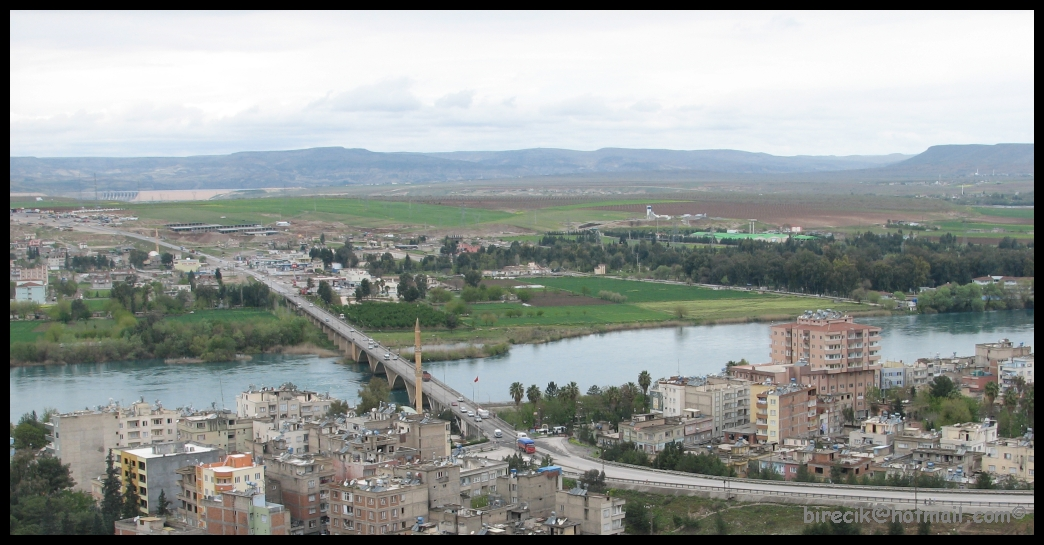
Blick über Stadt und Euphrat-Brücke
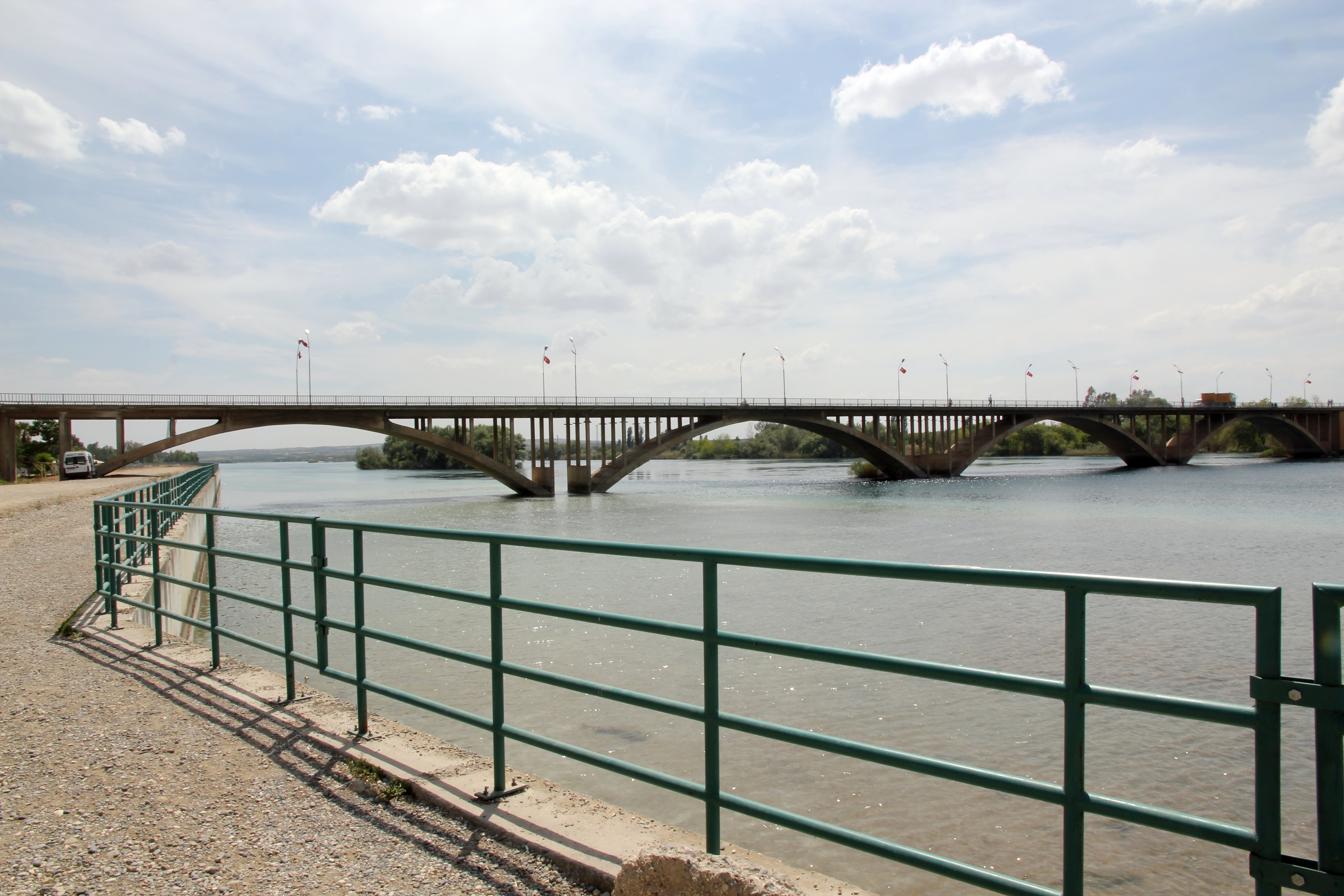
Brücke über den Euphrat
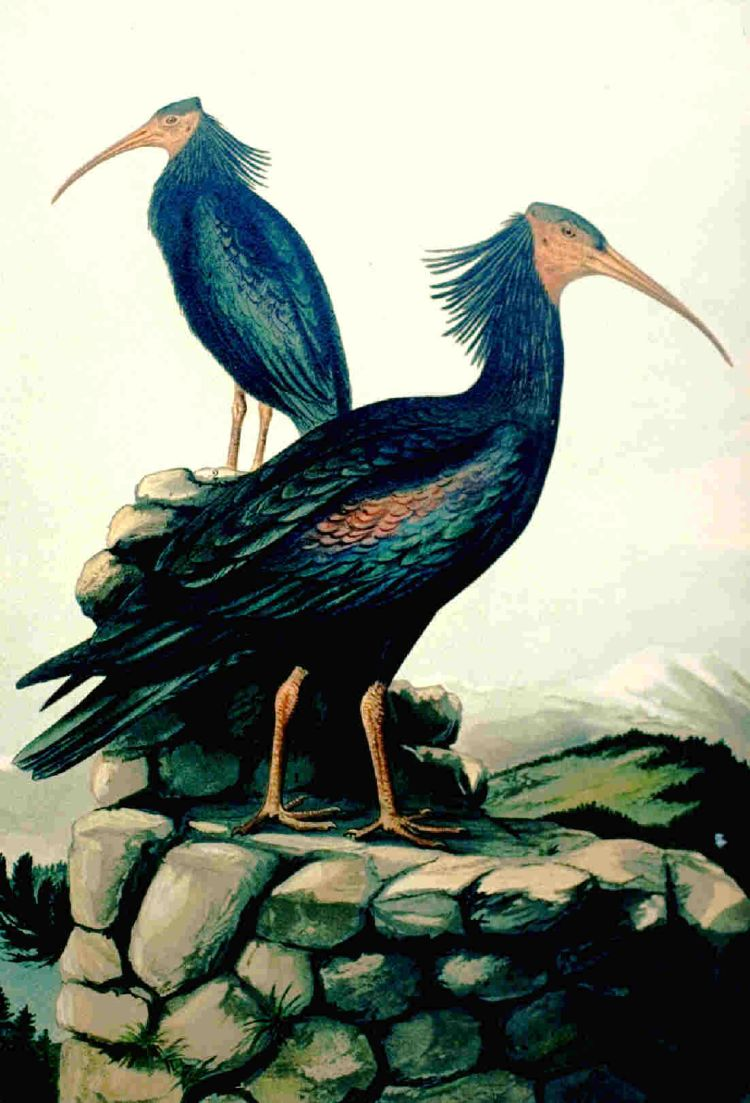
Waldrapp, Zeichnung Naumann
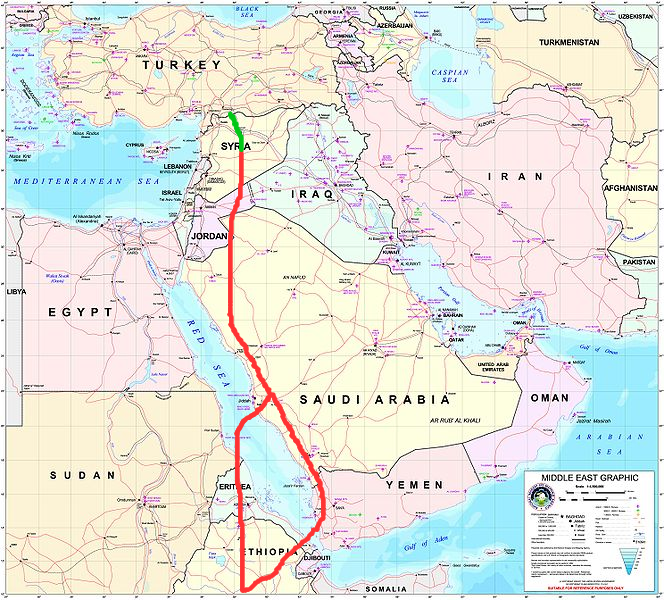
Migrationskarte des Waldrapp
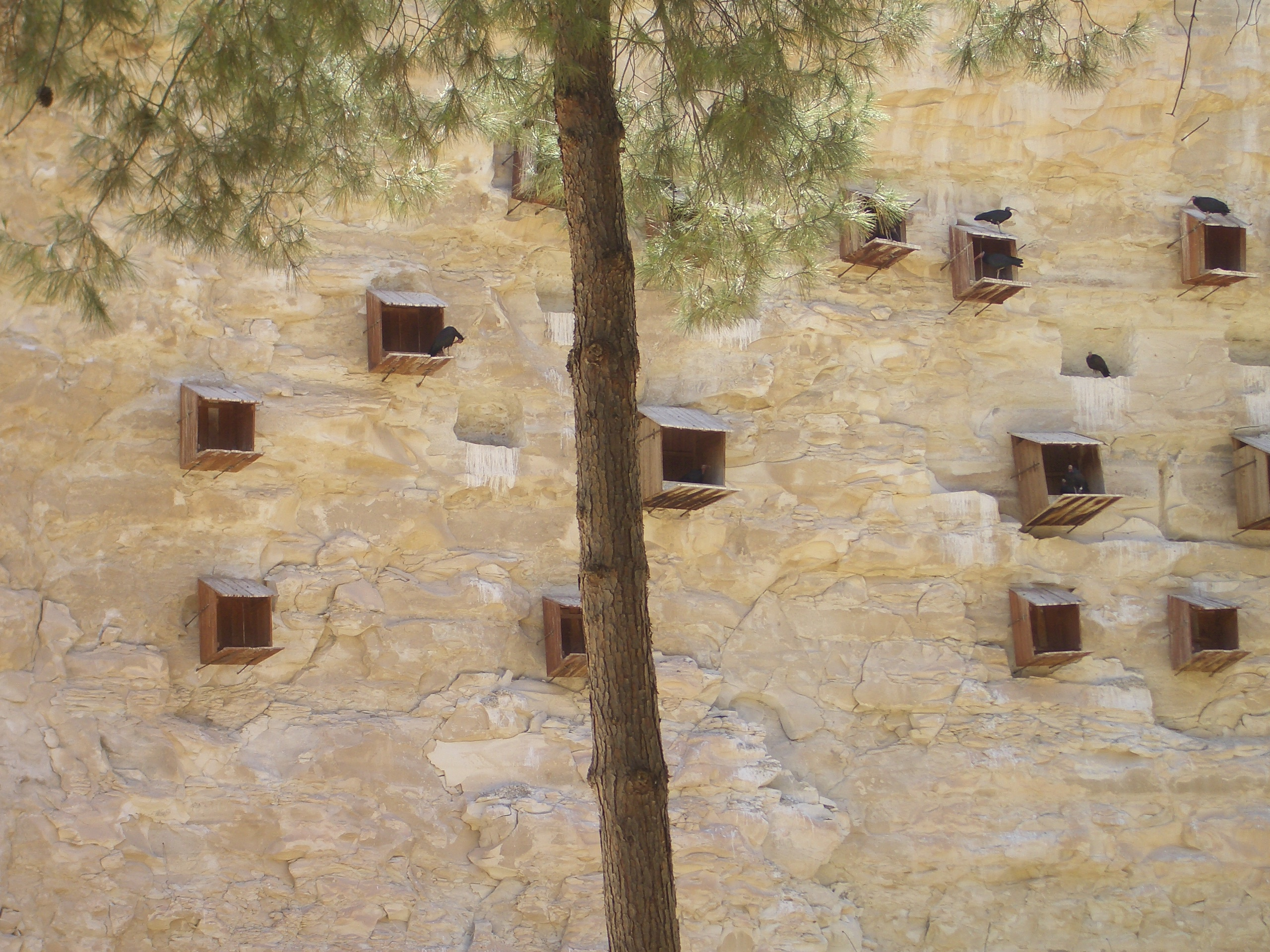
Vom Menschen geschaffene Nistplätze einer Waldrapp-Kolonie
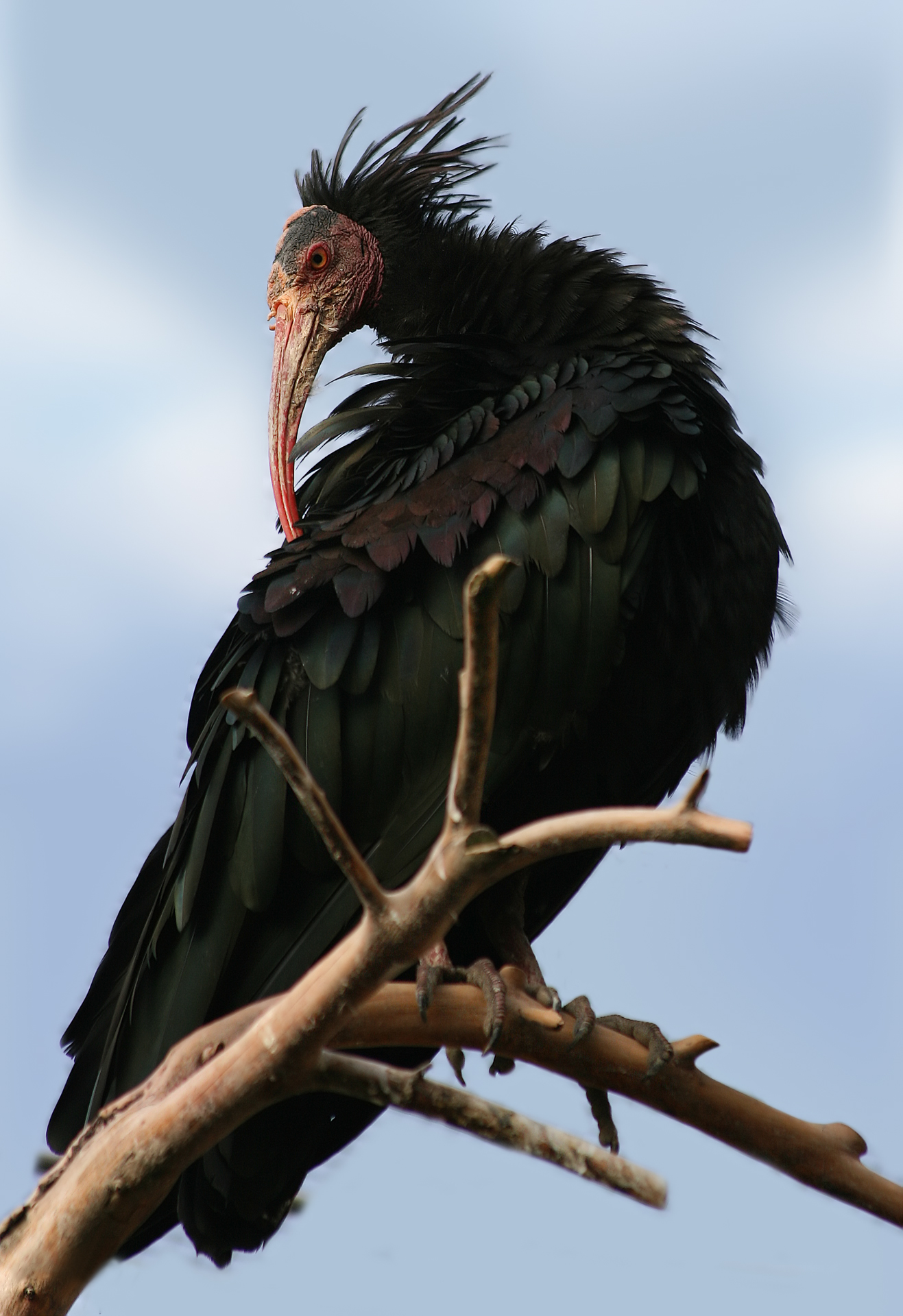
Waldrapp

## Söhne und Töchter der Stadt
- Mehmet Akan (1939–2006), Schauspieler, Regisseur, Choreograf, Folklorist und Schriftsteller
- Ahmed Ateş (1911–1966), Orientalist und Erforscher der persischen Literatur
- Feridun Ayalp (1916–1979), Politiker (Demokrat Parti)
- Ferhat Çulcuoğlu (* 1987), Fußballspieler
- Ahmet Eşref Fakıbaba (* 1951), Politiker (Adalet ve Kalkınma Partisi)
- Ferhat Göçer (* 1970), Chirurg sowie Pop- und Opernsänger
- Necdet Karababa (* 1935), Politiker (Demokratik Sol Parti)
- Murat Karayılan (1956–2023), kurdischer Guerilla-Anführer, Oberkommandeur der Hêzên Parastina Gel (Volksverteidigungskräfte)
- Cemal Orhan Mirkelam (1924–2009), Bürokrat
- Necip Mirkelamoğlu (1922–2010), Bürokrat, Politiker und Komponist (Cumhuriyet Halk Partisi)
- Zühal Topçu (* 1960), Politikerin (Milliyetçi Hareket Partisi)